# Handwerksordnung
Die Handwerksordnung regelt in der Bundesrepublik Deutschland die Handwerksausübung im stehenden Gewerbe, die berufliche Bildung und Weiterbildung im Handwerk sowie die Selbstverwaltung dieses Wirtschaftsbereichs.
Die zum Wirtschaftsverwaltungsrecht gehörende Handwerksordnung ist ein Spezialgesetz zur Gewerbeordnung und bezüglich der Bestimmungen zur Berufsbildung im Handwerk ein Spezialgesetz zum Berufsbildungsgesetz.

## Regelungsgehalt

### Teil 1: Ausübung eines Handwerks oder handwerksähnlichen Gewerbes
Die Handwerksordnung unterscheidet zwischen zulassungspflichtigem Handwerk, zulassungsfreiem Handwerk und handwerksähnlichem Gewerbe.

#### Zulassungspflichtige Handwerke
Die zulassungspflichtigen Handwerke sind in der Anlage A der Handwerksordnung aufgelistet. Der selbständige Betrieb eines zulassungspflichtigen Handwerks in handwerksmäßiger Betriebsweise als stehendes Gewerbe ist nur den in der Handwerksrolle eingetragenen natürlichen und juristischen Personen und Personengesellschaften gestattet (§ 1 Abs. 1 der Handwerksordnung). Die Handwerksrolle wird von der jeweiligen Handwerkskammer geführt (§ 6 Abs. 1 der Handwerksordnung). Über die Eintragung in die Handwerksrolle stellt die Handwerkskammer eine Handwerkskarte aus (§ 10 Abs. 2 der Handwerksordnung).
Voraussetzung für die Eintragung in die Handwerksrolle ist der Nachweis der Qualifikation. Als Qualifikationsnachweis gilt der Meisterbrief für das entsprechende Handwerk. Auch Absolventen von Hochschulen und Fachhochschulen können unter bestimmten Bedingungen in die Handwerksrolle eingetragen werden (§ 7 der Handwerksordnung). Weiter können Betreiber eines zulassungspflichtigen Handwerks in die Handwerksrolle für weitere Handwerke eingetragen werden, wenn sie die erforderlichen Kenntnisse und Fertigkeiten nachweisen (§ 7a der Handwerksordnung).
Darüber hinaus können über Ausnahmeregelungen Eintragungen in die Handwerksrolle erfolgen. Aufgrund einer Ausübungsberechtigung (§ 7b der Handwerksordnung) kann ein Geselle in die Handwerksrolle eingetragen werden, wenn er in dem zulassungspflichtigen Handwerk eine Tätigkeit von insgesamt sechs Jahren ausgeübt hat, davon insgesamt vier Jahre in leitender Stellung (diese Möglichkeit besteht nicht für Schornsteinfeger, Augenoptiker, Hörgeräteakustiker, Orthopädietechniker, Orthopädieschuhmacher und Zahntechniker). Ausnahmebewilligungen (§ 8 der Handwerksordnung) können erteilt werden, wenn beim Antragsteller ein Ausnahmegrund vorliegt und er die erforderlichen Kenntnisse und Fertigkeiten nachweist. Auch Bewerber aus anderen EU/EWR-Staaten können unter bestimmten Voraussetzungen Ausnahmebewilligungen bekommen (§ 9 der Handwerksordnung). Das Bundesverfassungsgericht verlangt eine großzügige (nicht engherzige) Anwendung dieser Ausnahmeregelungen.
Die Berechtigung und Verhältnismäßigkeit der Anforderungen zur Selbständigkeit im zulassungspflichtigen Handwerk wird unter den Begriffen Meisterpflicht, Meisterzwang oder auch Großer Befähigungsnachweis diskutiert.
Ohne Eintragung in die Handwerksrolle dürfen wesentliche Tätigkeiten eines zulassungspflichtigen Handwerks im unerheblichen handwerklichen Nebenbetrieb ausgeführt werden, und im Hilfsbetrieb dürfen diese Tätigkeiten ausgeführt werden, solange diese Leistungen nicht für Dritte erbracht werden (§§ 2-3 der Handwerksordnung). Weiter können handwerkliche Leistungen ohne Eintragung in die Handwerksrolle im Reisegewerbe (da kein stehendes Gewerbe) erbracht werden. In die Handwerksrolle eingetragene Betriebe dürfen auch wesentliche Tätigkeiten eines anderen Handwerks ausüben, wenn diese Tätigkeiten die eigene Geschäftstätigkeit wirtschaftlich ergänzt. Auch dürfen nicht wesentliche Tätigkeiten (im Sinne von § 1 Abs. 2 der Handwerksordnung) ohne Eintragung in die Handwerksrolle ausgeführt werden.
Werden wesentliche Tätigkeiten eines zulassungspflichtigen Handwerks im stehenden Gewerbe ohne Eintragung in die Handwerksrolle ausgeführt, kann die zuständige Behörde nach § 16 der Handwerksordnung die Fortsetzung des Betriebs untersagen, wenn vorher die zuständige Handwerkskammer und die zuständige Industrie- und Handelskammer in einer gemeinsamen Erklärung mitgeteilt haben, dass sie die Voraussetzungen einer Untersagung als gegeben ansehen.
§ 17 der Handwerksordnung räumt den Handwerkskammern weitgehende Prüf- und Betretungsrechte bei den in die Handwerksrolle eingetragenen oder einzutragenden Betrieben ein. Zumindest das Betretungsrecht hat das Bundesverfassungsgericht weitgehend beschnitten.

#### Zulassungsfreie Handwerke und handwerksähnliche Gewerbe
Der Betrieb eines zulassungsfreien Handwerks und eines handwerksähnlichen Gewerbes muss der zuständigen Handwerkskammer angezeigt werden. Die Handwerkskammer führt ein Verzeichnis der in ihrem Kammerbezirk ansässigen Betriebe.
Die zulassungsfreien Handwerke sind in der Anlage B1 der Handwerksordnung verzeichnet. Diese Handwerke waren bis zur Handwerksrechtsnovelle 2004 noch in der Anlage A und damit vormals meisterpflichtig.
Die handwerksähnlichen Gewerbe sind in der Anlage B2 der Handwerksordnung verzeichnet. Diese Gewerbe wurden durch die Handwerksrechtsnovelle 1965 der Verwaltung der Handwerkskammer unterstellt.

### Teil 2: Berufsbildung im Handwerk
Die Berufsbildung ist im Handwerk als duale Ausbildung organisiert. Das Bundeswirtschaftsministerium kann Ausbildungsordnungen erlassen. Die Handwerkskammer hat die Aufgabe, ein Verzeichnis der Berufsausbildungsverhältnisse zu führen und die Ausbildung zu überwachen und zu fördern. Zur Abnahme der Gesellenprüfungen richtet die Handwerkskammer Prüfungsausschüsse ein. Auch für die berufliche Fortbildung kann das Bundeswirtschaftsministerium Rechtsverordnungen erlassen. Sofern dies nicht geschehen ist, können die Handwerkskammern Fortbildungsprüfungsregelungen erlassen.

### Teil 3: Meisterprüfung, Meistertitel
Das Bundeswirtschaftsministerium kann auf Grundlage des § 45 der Handwerksordnung Meisterprüfungsverordnungen erlassen. Eine Meisterprüfungsverordnung bestimmt das Meisterprüfungsberufsbild des betreffenden Handwerks. Das Wortungetüm Meisterprüfungsberufsbild wurde bei der Handwerksrechtsnovelle 1998 in die Handwerksordnung aufgenommen, um damit klarer zu machen, dass die Meisterprüfungsverordnungen keine Abgrenzung der für das Handwerk wesentlichen Tätigkeiten (im Sinne von § 1 Abs. 2) der Handwerksordnung bestimmen.
Beim Erlass einer Meisterprüfungsverordnung für zulassungspflichtige Handwerke muss berücksichtigt werden, dass die Meisterprüfungsverordnung in die Berufsfreiheit eingreift. Die Meisterprüfung darf nicht unangemessen schwer sein.
Meisterprüfungen werden durch staatliche Meisterprüfungsausschüsse (mit Sitz bei der jeweiligen Handwerkskammer) abgenommen. Teilnehmen können Personen mit Gesellenprüfung in dem jeweiligen (oder einem verwandten) Handwerk oder Personen, die eine Abschlussprüfung in einem dem zu betreibenden
zulassungspflichtigen Handwerk entsprechenden anerkannten Ausbildungsberuf haben.

### Teil 4: Organisation des Handwerks
Dieser Teil regelt die Selbstverwaltung des Handwerks. Handwerksinnungen,  Kreishandwerkerschaften und  Handwerkskammern sind  Körperschaften des öffentlichen Rechts. Innungsverbände – der Zusammenschluss von Handwerksinnungen des gleichen Handwerks oder sich fachlich oder wirtschaftlich nahestehender Handwerke in einem größeren Gebiet – sind juristische Personen des privaten Rechts.
Zu den gesetzlich festgelegten Aufgaben der Innungen gehört insbesondere die Regelung und Überwachung der Lehrlingsausbildung inklusive der Durchführung von Gesellenprüfungen entsprechend den Vorschriften der Handwerkskammern. Handwerksinnungen können Tarifverträge abschließen, sofern ein solcher nicht vom Innungsverband geschlossen wurde. Die Mitgliedschaft in den Innungen ist freiwillig und steht den Inhabern von Betrieben des jeweiligen Handwerks oder des oder eines handwerksähnlichen Gewerbes, für welches die Handwerksinnung gebildet ist, offen. Bei den Innungen werden zur Beteiligung der Arbeitnehmer an der Selbstverwaltung Gesellenausschüsse eingerichtet.
Die Handwerksinnungen, die in einem Stadt- oder Landkreis ihren Sitz haben, bilden die Kreishandwerkerschaft; sie unterstützt die Innungen und die Handwerkskammer.
Die Handwerkskammern führen die Handwerksrolle und die Verzeichnisse der zulassungsfreien Handwerke oder handwerksähnlichen Gewerbe. Sie regeln die Berufsausbildung, erlassen die Meisterprüfungsordnungen und führen die Geschäfte der Meisterprüfungsausschüsse. Mittlerweile sind in allen Bundesländern die Handwerkskammern auch für die Erteilung von Ausübungsberechtigungen und Ausnahmebewilligungen zuständig.
Die Mitglieder einer Handwerkskammer sind die in der Handwerksrolle und in den Verzeichnissen für zulassungsfreie Handwerke und handwerksähnliche Gewerbe eingetragenen Betriebe sowie unter bestimmten Bedingungen Personen, die selbständig nicht wesentliche Tätigkeiten eines Handwerks im Sinne von § 1 Abs. 2 Satz 2 Nr. 1 der Handwerksordnung ausführen (§ 90 der Handwerksordnung). Die Mitglieder einer Handwerkskammer kontrollieren diese durch die Vollversammlung.
Ein Drittel der Mitglieder müssen Gesellen oder andere Arbeitnehmer mit einer abgeschlossenen Berufsausbildung sein, die in dem Betrieb eines Gewerbes der Anlage A oder Betrieb eines Gewerbes der Anlage B beschäftigt sind. Die Mitglieder der Vollversammlung wurden in der Vergangenheit fast immer in so genannten Friedenswahlen gewählt.
Die Pflicht zur Mitgliedschaft in der Handwerkskammer wird immer wieder unter dem Begriff Pflichtmitgliedschaft oder Kammerzwang heftig kritisiert.

### Teil 5: Bußgeld-, Übergangs- und Schlussvorschriften
Ordnungswidrig handelt, wer ein zulassungspflichtiges Handwerk handwerksmäßig im stehenden Gewerbe ohne Eintragung in die Handwerksrolle betreibt (§ 1 i. V. m. § 117 Nr. 1 der Handwerksordnung). Bei erheblichem Umfang kann dies auch als Schwarzarbeit verfolgt werden. Auch das Führen des Meistertitels ohne bestandene Meisterprüfung stellt eine Ordnungswidrigkeit dar. Weiter können Verstöße gegen Ausbildungsbestimmungen als Ordnungswidrigkeiten geahndet werden (§ 1 Abs. 118 der Handwerksordnung).

### Anlagen
Der Handwerksordnung sind mehrere Anlagen beigefügt:
- Anlage A stellt ein Verzeichnis der Gewerbe dar, die als zulassungspflichtige Handwerke betrieben werden können.
- Anlage B ist das Verzeichnis der Gewerbe, die als zulassungsfreie Handwerke (B1) und handwerksähnliche Gewerbe (B2) betrieben werden können.
- Anlage C ist die Wahlordnung für die Wahlen der Mitglieder der Vollversammlung der Handwerkskammern.
- Anlage D ist die Konkretisierung der Art der in der Handwerksrolle eingetragenen personenbezogenen Daten sowie die Daten im Inhaberverzeichnis der zulassungsfreien Handwerke und der Daten in der Lehrlingsrolle.

## Handwerksrechtsnovellen

### Handwerksrechtsnovelle 1965
Mit der Handwerksnovelle vom 16. September 1965 wurden die handwerksähnlichen Gewerbe (damals Anlage B) in die Handwerksordnung aufgenommen. Ausnahmebewilligungen konnten ab dieser Novelle auch für wesentliche Teile der Tätigkeiten eines Handwerks erteilt werden. Das Wirtschaftsministerium wurde ermächtigt, die Vorschriften für die Erteilung von Ausnahmebewilligungen für Bürger anderer EG-Staaten im Wege der Rechtsverordnung zu erlassen.
Eine Minderheit im Bundestag konnte sich nicht mit dem Vorschlag durchsetzen, die Vollversammlung der Handwerkskammer paritätisch mit Vertretern der Arbeitgeber und Arbeitnehmer zu besetzen – so blieb es bei einem Drittel der Mitglieder für die Gesellen.

### Handwerksrechtsnovelle 1994
Zielsetzung der Handwerksrechtsnovelle vom 1. Januar 1994 war es, die Möglichkeiten zu Leistungen aus einer Hand zu verbessern. Dazu wurde das „Betriebsleiterprivileg“ ausgeweitet. So dürfen in die Handwerksrolle eingetragene Betriebe nun auch Arbeiten von fremden Handwerken ausführen, wenn diese die eigenen Tätigkeiten wirtschaftlich ergänzen (§ 5 der Handwerksordnung). Bei Nachweis erforderlicher Fertigkeiten kann ein Betriebsleiter in die Handwerksrolle für zusätzliches Handwerk eingetragen werden. Weiter wurde die Definition der „verwandten Handwerke“ erweitert (§ 7 der Handwerksordnung) sowie der Zugang für Bewerber aus anderen EU-Staaten (§§ 8, 9 der Handwerksordnung) und EWG/ERW-Handwerkerverordnung erleichtertet.
Weiterhin wurden die Rechte der Arbeitnehmer in der Selbstverwaltung des Handwerks verbessert und Datenschutzbestimmungen getroffen.

### Handwerksrechtsnovelle 1998
Kern der Handwerksrechtsnovelle vom 1. April 1998 war die Überarbeitung der Anlage A der Handwerksordnung – der Liste der meisterpflichtigen Berufe. Ziel war es – wie auch schon 1994 – „mehr Leistungen aus einer Hand“ zu ermöglichen. Dazu wurden verschiedene Handwerke zusammengelegt. Öffentlich wurde hier intensiv die Zusammenlegung des Radio- und Fernsehtechnikers mit dem Büromaschinenmechaniker zum Informationstechniker diskutiert. Strittig war dabei, unter welchen Voraussetzungen Computerläden eine Eintragung in die Handwerksrolle haben müssen. Hier hat der Gesetzgeber klargestellt, dass die Ausführung einer „strukturierten Verkabelung“ keiner Eintragung bedarf. Der Gerüstbauer wurde in die Anlage A aufgenommen. Aus der Anlage in die Liste der handwerksähnlichen Gewerbe wurde beispielsweise der Handschuhmacher oder der Stricker überführt. Außerdem wurden Verwandtschaften zwischen Handwerken geschaffen. Die Möglichkeit für Industriemeister, Ausnahmebewilligungen (§ 8 der Handwerksordnung) zu erhalten, wurde erleichtert.
Die Monopolkommission der Bundesregierung kritisierte, dass die Handwerksnovellen 1994 und 1998 keine wesentlichen Marktöffnungen bewirkt hätten.

### Handwerksrechtsnovelle 2004
Im Rahmen der Agenda 2010 wurde die Handwerksordnung zum ersten Mal seit ihrem Inkrafttreten 1953 „nennenswert“ reformiert. Ziel war es, Existenzgründungen und die Schaffung von Arbeitsplätzen zu erleichtern sowie die Inländerdiskriminierung durch den Meisterzwang abzubauen. Die Bundesregierung hatte Zweifel, ob die vorherige verfassungsrechtliche Begründung für die subjektive Berufszugangsschranke (die „Erhaltung des Leistungsstandes und der Leistungsfähigkeit des Handwerks und die Sicherung des Nachwuchses für die gesamte gewerbliche Wirtschaft“) noch trägt. Daher sollte die Anlage A der Handwerksordnung auf den Kreis der Handwerke beschränkt werden, bei deren Ausübung Gefahren für die Gesundheit oder das Leben Dritter entstehen können. Damit sollte der handwerkliche Befähigungsnachweis verfassungsrechtlich stärker abgesichert werden. Die Gesetzesänderung trat zum 1. Januar 2004 in Kraft.
Um das Gesetzgebungsziel zu erreichen, wurden die Anzahl der meisterpflichtigen Handwerke von 94 auf 41 Handwerke reduziert. 53 Handwerke waren nun zulassungsfrei; zur Ausbildung in diesen Handwerken wird weiterhin der Meisterbrief verlangt. Zusätzlich zur Ausnahmebewilligung wurde die Ausübungsberechtigung für Gesellen mit sechs Jahren Berufserfahrung (vier davon in leitender Position) geschaffen. Diese Möglichkeit besteht nicht für Schornsteinfeger, Augenoptiker, Hörgeräteakustiker, Orthopädietechniker, Orthopädieschuhmacher und Zahntechniker. Für Ingenieure und Hochschulabsolventen sowie Staatlich geprüfte Techniker wurde der Zugang zum Handwerk erleichtert. Das Inhaberprinzip wurde aufgehoben, so dass zulassungspflichtige Handwerke – unabhängig von der Rechtsform des Betriebs – mit einem eingestellten Betriebsleiter, der in die Handwerksrolle eingetragen werden könnte, betrieben werden können.
In einem weiteren Gesetz (dem so genannten Kleinunternehmergesetz) wurde präzisiert, welche handwerklichen Tätigkeiten keiner Eintragung in die Handwerksrolle bedürfen, nämlich Tätigkeiten, die innerhalb von zwei bis drei Monaten erlernt werden können oder die für das Gesamtbild des betreffenden zulassungspflichtigen Handwerks nebensächlich sind oder die nicht aus einem zulassungspflichtigen Handwerk entstanden sind. (siehe § 1 Abs. 2 der Handwerksordnung) Damit sollte die Rechtsprechung des Bundesverwaltungsgerichts zu dieser Frage in Gesetzesform umgesetzt werden.
Bei dieser Novelle wurde die Handwerksordnung erstmals mit nur knapper Mehrheit im Bundestag und nach Anrufung des Vermittlungsausschusses verabschiedet. Auf Initiative von Bayern brachte der Bundesrat einen Gesetzentwurf ein, der dem Regierungsentwurf weitgehend konträr entgegenstand. Bei den Verhandlungen im Vermittlungsausschuss wurde auch die Ausbildungsleistung eines Handwerks als Grund für das Verbleiben in der Anlage A der Handwerksordnung akzeptiert. So wurde die Anzahl zulassungspflichtiger Handwerke von geplanten 29 auf 41 erhöht; in der Anlage A belassen wurden Bäcker, Wärme-, Kälte- und Schallschutzisolierer, Brunnenbauer, Steinmetze und Steinbildhauer, Stuckateure, Maler und Lackierer, Chirurgiemechaniker, Informationstechniker, Büchsenmacher, Konditore, Fleischer und Friseure. Die Berufserfahrung, ab der Gesellen einen Anspruch auf eine Ausübungsberechtigung haben, wurde von zehn Jahren auf sechs Jahre – im Vergleich zum Gesetzentwurf – verkürzt.
Eine Studie auf Basis des Mikrozensus zeigte, dass durch die Novelle die Wahrscheinlichkeit, einen Handwerksbetrieb zu gründen, nahezu verdoppelt wurde, während die Wahrscheinlichkeit einen Handwerksbetrieb aufzugeben konstant geblieben ist. Insgesamt hat die Novelle die Zahl der selbständigen Handwerker also erhöht. Die Studie zeigte weiterhin, dass die Zuwächse hauptsächlich von männlichen, geringqualifizierten Handwerkern stammen.
In dem XV. und XVI. Hauptgutachten der Monopolkommission der Bundesregierung sprach sich die Kommission für eine gänzliche Abschaffung des Meisterzwangs als Marktzugangsvoraussetzung aus. Eine Sonderstellung des Handwerks sei auch nicht durch eine Gefahrenabwehr stichhaltig zu begründen.

### Handwerksrechtsnovelle 2020
Am 12. Dezember 2019 verabschiedete der Bundestag Änderungen der Handwerksordnung, die für folgende zwölf Gewerke wieder die Meisterpflicht einführen und am 14. Februar 2020 in Kraft traten:
1. Fliesen-, Platten- und Mosaikleger
2. Betonstein- und Terrazzohersteller
3. Estrichleger
4. Behälter- und Apparatebauer
5. Parkettleger
6. Rollladen- und Sonnenschutztechniker
7. Drechsler und Holzspielzeugmacher
8. Böttcher, auch Fassbinder oder Küfer genannt
9. Glasveredler
10. Schilder- und Lichtreklamehersteller
11. Raumausstatter
12. Orgel- und Harmoniumbauer.

In der Zeit vom 1. Januar 2004 bis zum 13. Februar 2020 in diesen Gewerken gegründete Unternehmen genießen Bestandsschutz, dürfen also weiter betrieben werden.